# Nombre nontotient
En théorie des nombres, on dit qu'un entier strictement positif n est un nombre nontotient ou anti-indicateur s'il ne peut pas s'écrire sous la forme φ(x), la fonction φ désignant l'indicatrice d'Euler (fonction totient en anglais), c'est-à-dire  si l'équation φ(x) = n, d'inconnue x, n'a pas de solution. Tous les entiers impairs sont des nombres nontotients, à l'exception de 1, puisque 1 = φ(1) = φ(2).
La suite des nombres nontotients pairs (suite A005277 de l'OEIS) commence par : 14, 26, 34, 38, 50, 62, 68, 74, 76, 86, 90, 94, 98.
Un nontotient pair peut être de la forme p + 1, où p est un nombre premier, mais jamais de la forme p – 1, puisque p – 1 = φ(p) quand p est premier (les entiers positifs inférieurs à un nombre premier donné sont tous premiers avec lui). De la même manière, un nombre oblong n(n - 1) ne peut pas être nontotient lorsque n est premier puisque φ(p2) = p (p – 1) pour tout nombre premier p.